# Costanzo da Ferrara
Costanzo da Ferrara (Ferrara, 1450 – 1524) è stato un pittore e medaglista italiano attivo principalmente a Napoli.

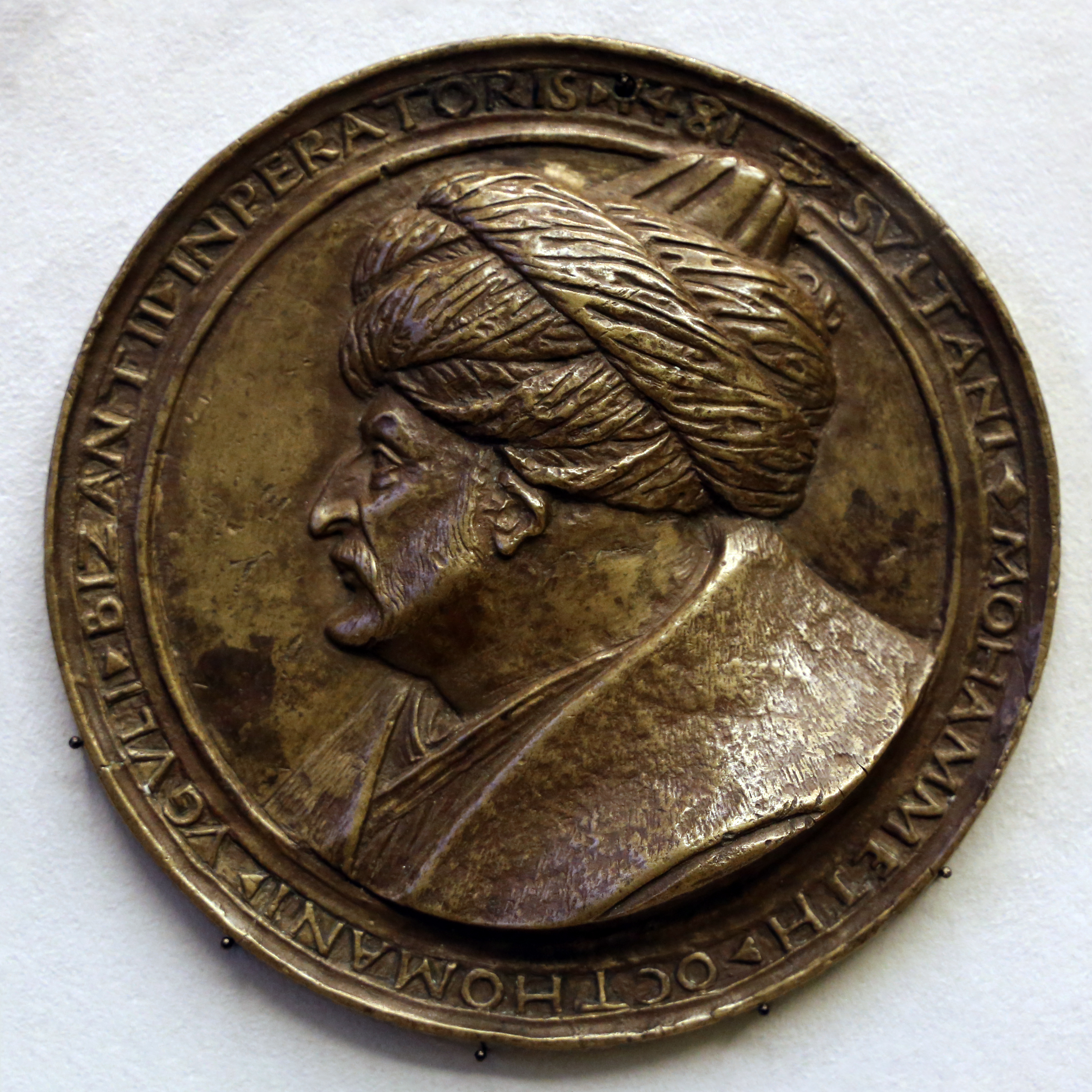
Seconda medaglia del sultano Maometto II, con menzione "Byzantii Imperatoris 1481", realizzata da Costanzo da Ferrara (1450-1524).

A Costanzo fu chiesto di recarsi a Istanbul, capitale dell'Impero ottomano, per fare un ritratto del sultano Maometto II. Le relazioni diplomatiche furono ripristinate con l'Impero ottomano dopo l'offensiva ottomana su Negroponte nel 1470. A quel punto il sultano chiese "uno pittore de quelli dal canto di qua" (un pittore di qua). Ferdinando I di Napoli (1423–1494), in riconoscimento del sovrano ottomano, commissionò l'opera.
Costanzo da Ferrara risiedette probabilmente a Istanbul nel periodo dal 1475 al 1478, e potrebbe esservi rimasto fino alla morte del Sultano nel 1481. A nome del Sultano furono coniate due medaglie, una con "Asie et Gretie imperator", l'altra con "Bizantii imperator".
Si sa anche che Costanzo da Ferrara tornò a Napoli nel 1485, dove dipinse un ritratto di Ferdinando d'Este. Alcuni dipinti attribuiti a Gentile Bellini a Costantinopoli, potrebbero essere stati effettivamente realizzati da Costanzo da Ferrara.

## Galleria d'immagini

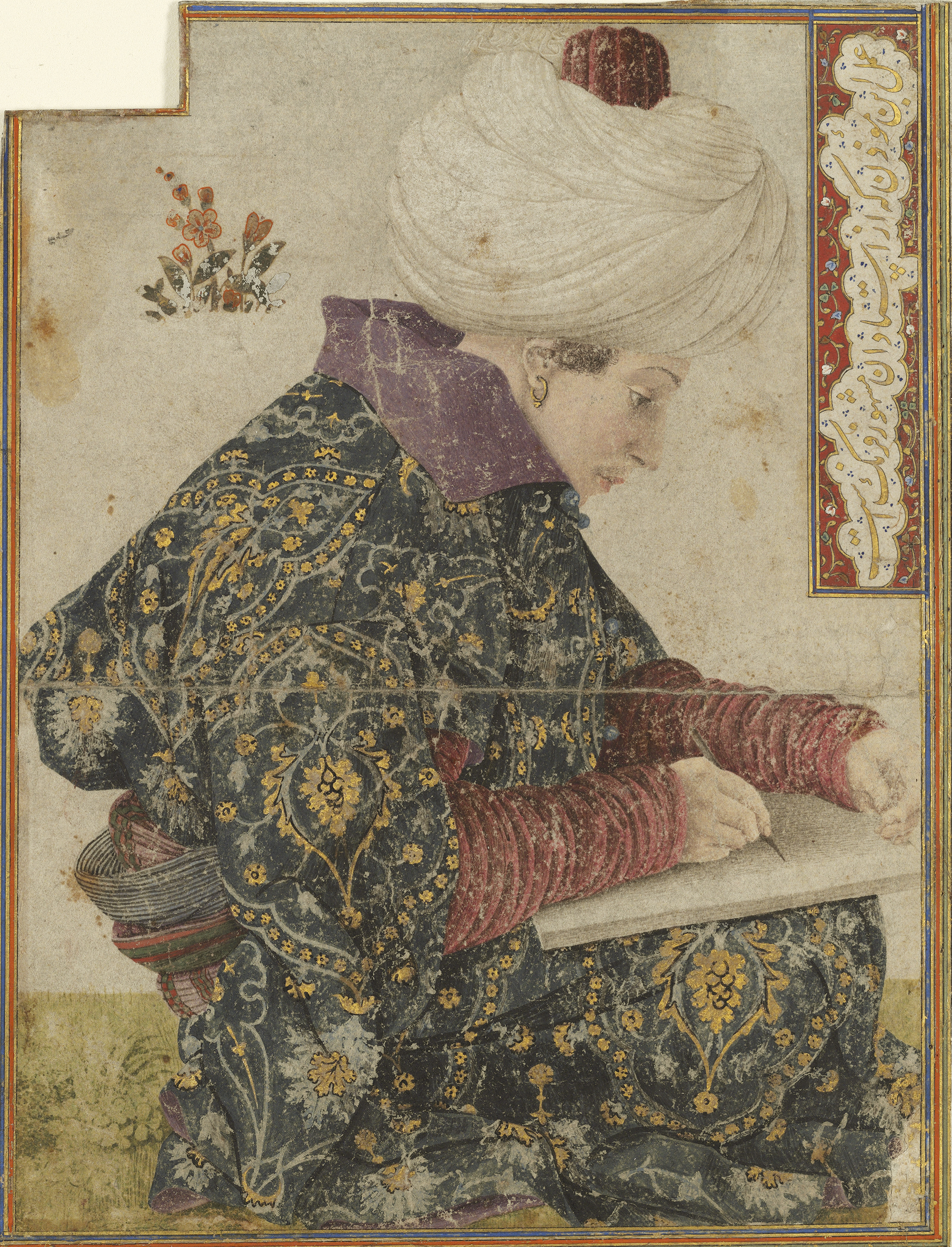
Lo scriba seduto, tradizionalmente attribuito a Gentile Bellini, potrebbe in realtà essere stato dipinto da Costanzo da Ferrara.
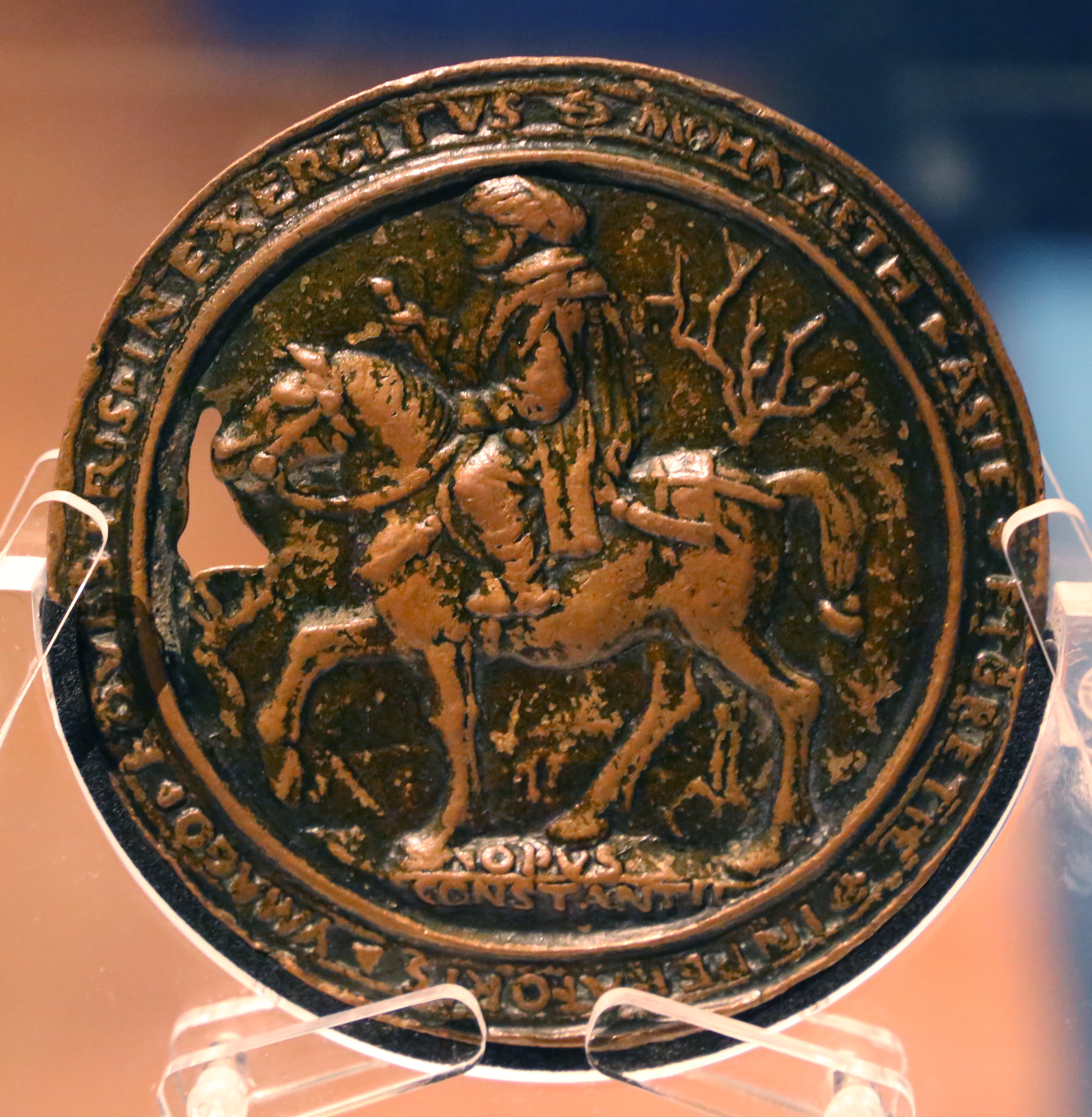
Rovescio della seconda medaglia di Maometto II di Costanzo da Ferrara
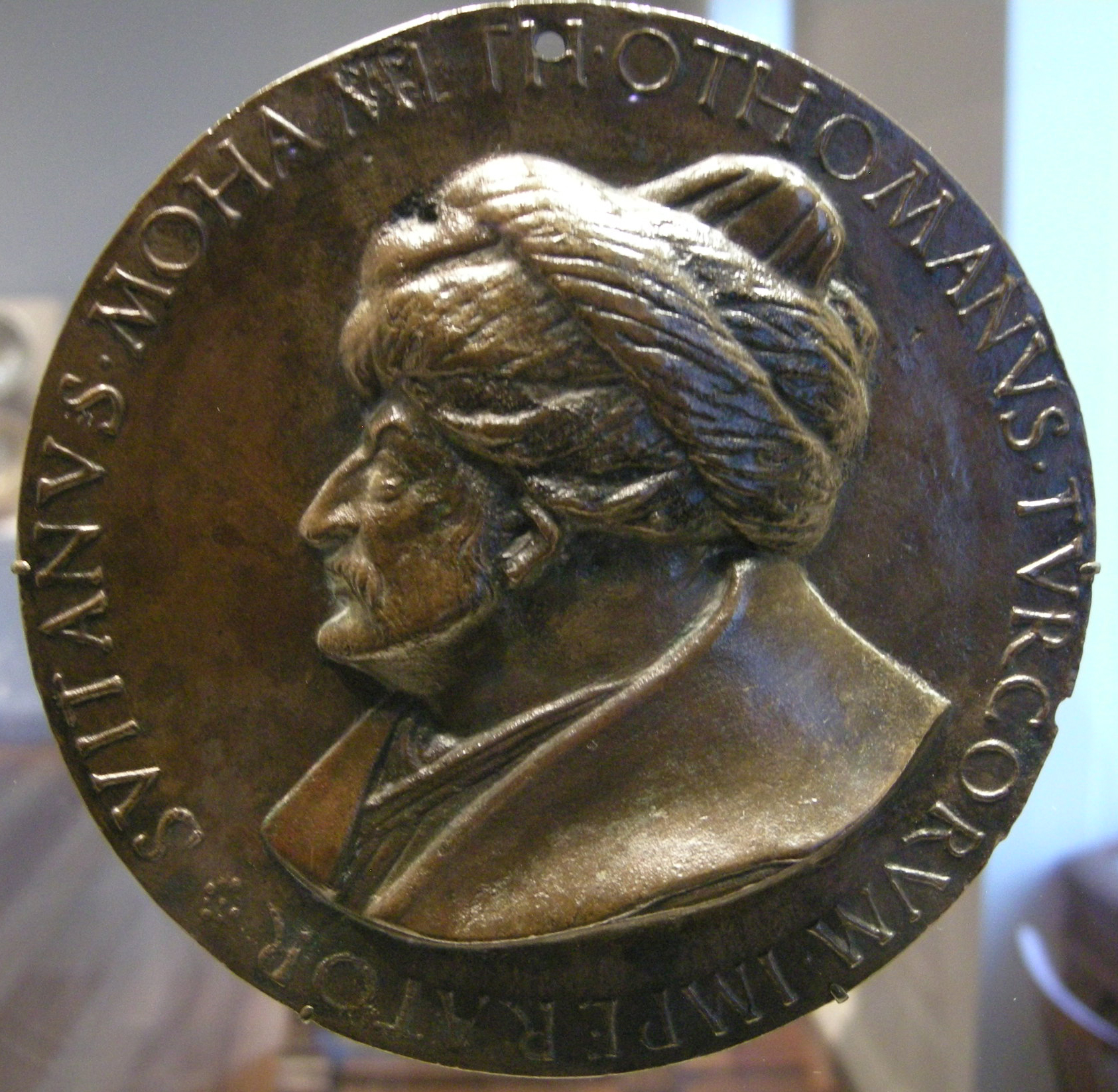
Prima medaglia di Maometto II, di Costanzo da Ferrara, 1478 circa